# 德沃夏克冰隆
德沃夏克冰隆（英語：Dvořák Ice Rise）是南極洲的冰隆，位於亞歷山大一世島西南部，長3公里，根據美國探險隊拍攝的空中照片繪入地圖，現時由南極條約體系管理。